# Luz Jiménez
Luz Jiménez, ou Luciana (née Julia Jiménez González, 1897–1965) est une modèle indigène du Mexique, conteuse nahuatl et informatrice linguistique de Milpa Alta.

## Biographie
Dans sa jeunesse, elle a assisté à la Révolution mexicaine et à l'entrée d'Emiliano Zapata et de son armée révolutionnaire à Milpa Alta en 1911. Son témoignage est un des seuls qui atteste que Zapata parlait nahuatl. En 1916, la plupart de ses parents masculins ont été massacrés par des partisans de Venustiano Carranza.
Dans les années 1930, elle a servi d'informatrice aux linguistes travaillant à la recension du nahuatl. Elle a notamment travaillé avec Benjamin Lee Whorf, qui la cite dans sa description du nahuatl de Milpa Alta. Elle a aussi servi de modèle à l'artiste Diego Rivera : son portrait est visible dans au moins trois des fresques de celui-ci, dont la fameuse scène du marché de Tlatelolco au Palais national de Mexico.
En 1942 elle a commencé à travailler comme modèle à l'Escuela Nacional de Pintura, Escultura y Grabado "La Esmeralda" (École nationale de peinture, sculpture et gravure) dans la classe de Frida Kahlo.
Dans sa vieillesse, elle a raconté sa vie à l'anthropologue Fernando Horcasitas, qui l'a publiée sous le titre Vie et mort à Milpa Alta.
Jean Charlot et Anita Brenner (en) étaient les parrains de sa fille Concha. Luz Jimenez est morte en 1965 à Mexico après avoir été renversée par une voiture.

## Œuvres où elle apparaît

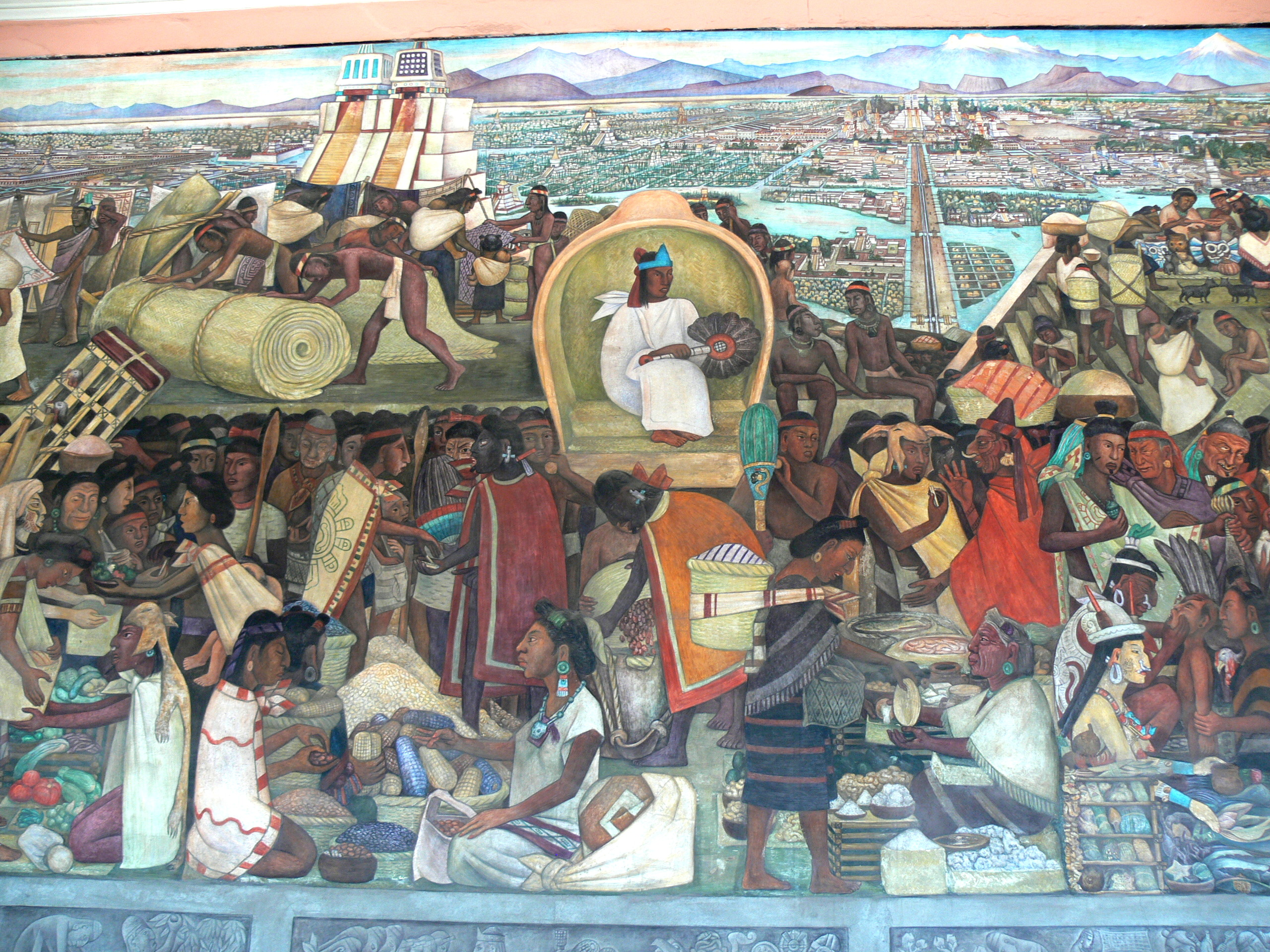
Le marché de Tlatelolco, fresque de Diego Rivera.

Jiménez apparaît notamment dans les œuvres suivantes :
- Fuente de los Cántaros (Fontaine des jarres) de José María Fernández Urbina à Parque México, dans le quartier de Condesa, (Mexico)
- Diego Rivera :
  - La Creación (1922) au Collège San Ildefonso de Mexico, alors école préparatoire nationale[2]
  - La molendera (1926)
- Portrait photographique par Edward Weston et Tina Modotti (1940)